# Lada

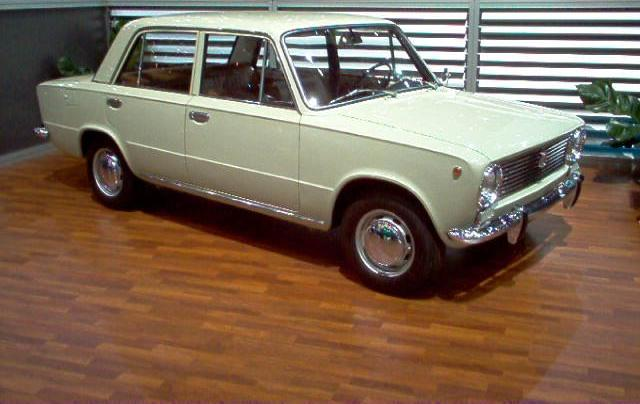
VAZ 2101 "Zjigoeli", het eerste Lada-model (1972)

Lada (Russisch: Лада) is een Russisch automerk, geproduceerd door AvtoVAZ (Volzhskiy Avtomobil'nyi Zavod), de Wolga Autofabriek.

## Activiteiten
Renault heeft in 2018 een meerderheidsbelang van 61% in Alliance Rostec Auto B.V.. Deze Nederlandse onderneming heeft alle aandelen van AvtoVAZ in handen. Renault werkt al sinds 2008 met AvtoVAZ samen. AvtoVAZ is een autofabrikant in Rusland. Het produceert naast de bekende Lada ook voertuigen voor de Renault-Nissan-Mitsubishi alliantie voor de Russische markt. Renault heeft in december 2016 Lada als vijfde merknaam van de groep toegevoegd.
In 2018 verkocht Lada 398.000 voertuigen, waarvan 360.000 stuks in Rusland en de rest met name in Wit-Rusland en Kazachstan. Lada is marktleider in Rusland en heeft een aandeel van 20% in de markt voor personenwagens. Er zijn 300 dealers actief in het land. In 2018 maakte het 116.000 voertuigen voor de alliantie. Per 31 december 2018 werkten er 48.678 mensen bij het bedrijf.

## Logo en naamgeving
De Lada dankt zijn naam aan de Lad'ya (Russisch: ладья) een 30-meter lange, snelle, middeleeuwse zeilschip van de Russische vloot dat op de Wolga voer en dat een replica was van een traditioneel Viking-langschip. Het aanvankelijke rechthoekige Lada-logo is een schets van een zeilboot in de contouren van de letter B (cyrillisch voor de letter W) dat symbool staat voor de Wolga waarlangs de AvtoVAZ-fabriek was gelegen.

## Geschiedenis

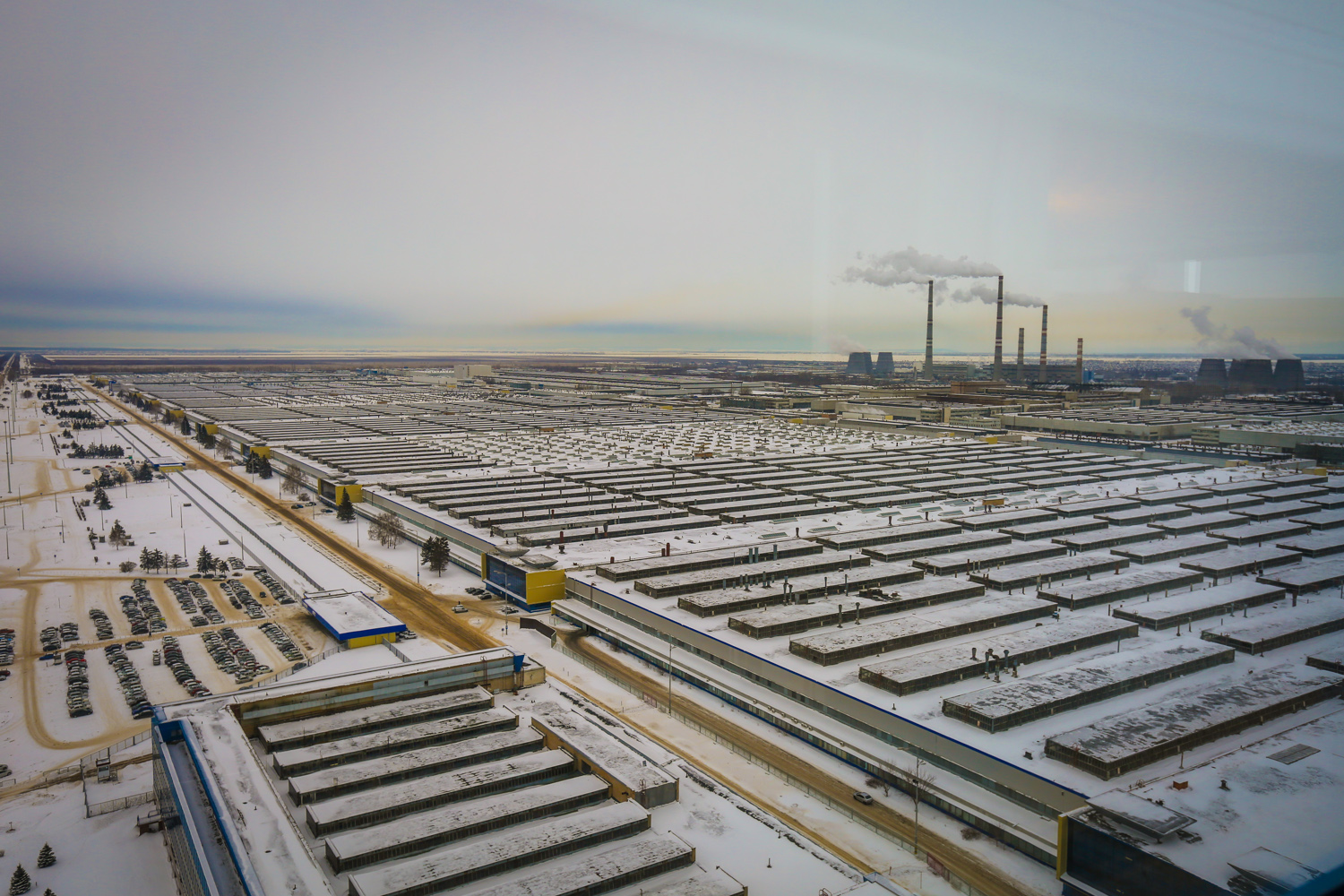
De fabriek in Togliatti (2014).

De basis voor de Lada werd gelegd in 1966, toen de Italiaanse autoproducent Fiat en het Sovjet-Russische Ministerie van Autoproductie een contract sloten om een AvtoVAZ-autofabriek te bouwen. Zodoende ontstond in Toljatti aan de Wolga (voorheen Stavropol maar hernoemd naar de Italiaanse communistenleider Palmiro Togliatti) met Italiaanse hulp een volledig nieuwe autofabriek, op dat moment de jongste en grootste in Europa. De eerste steen werd gelegd in januari 1967 en vanaf 1970 liepen onder de merknaam Zjigoeli (Russisch: Жигули), vernoemd naar de gelijknamige hoogte tegenover de stad, de eerste auto's van de band.
Met deze moderne fabriek behoorde de automobielindustrie van de Sovjet-Unie tot de wereldtop. De beoogde productie van 660.000 auto's per jaar werd in 1974 bereikt. Op een totale oppervlakte van meer dan 5 km² namen de fabriekshallen ongeveer 1,5 km² in beslag, inclusief de ongeveer 180 km lange montage- en lasstraten en een systeem van ongeveer 140 km hangende transportbanden. De totale lengte van de productielijnen bedroeg 270 km, bij het begin van de productie waren bij AvtoVAZ ongeveer 120.000 medewerkers in dienst, dit aantal nam in de loop van de jaren verder toe.

### 1970 - 1980: de "klassieke" Lada's

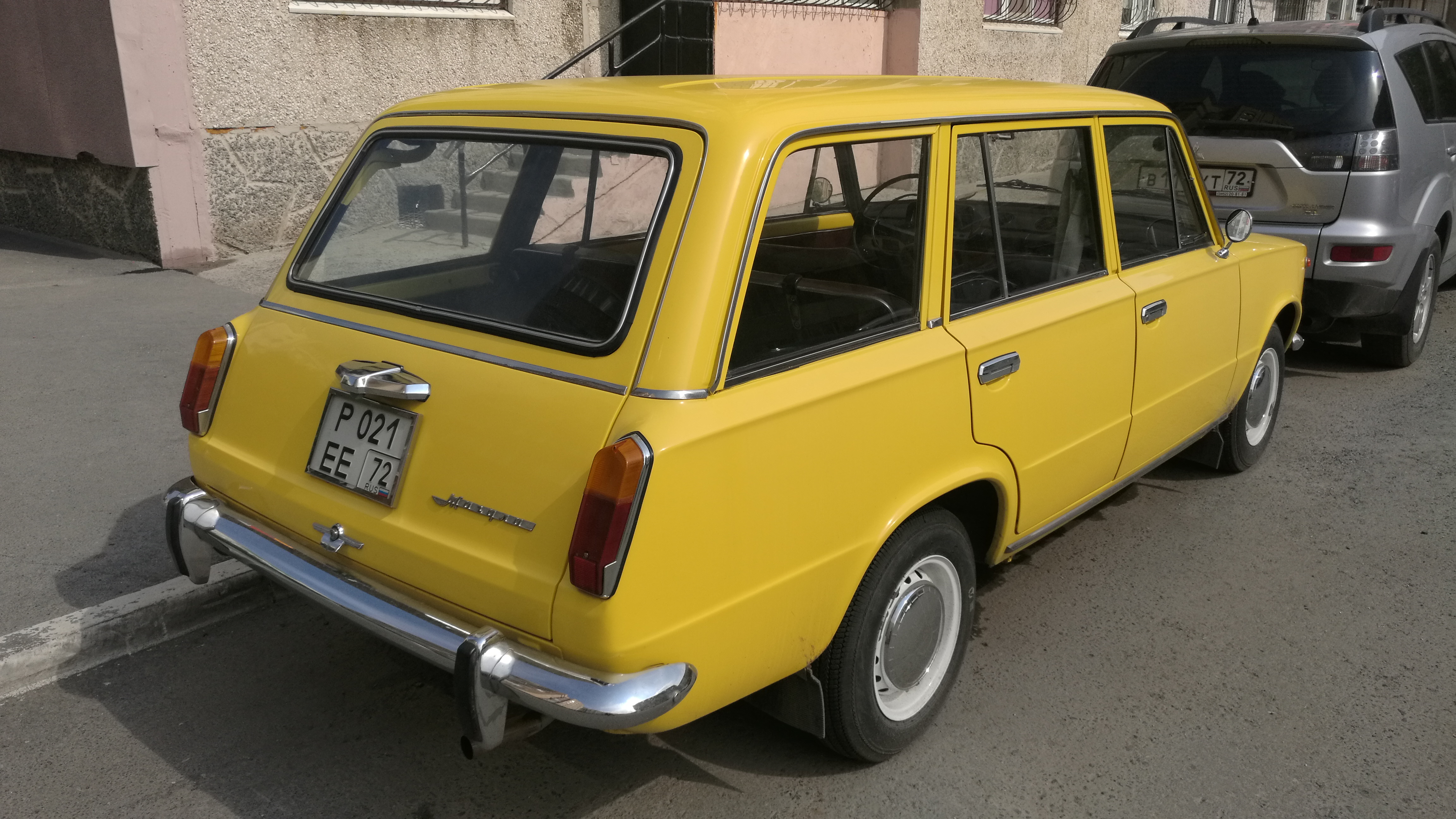
De stationwagen VAZ 2102.

AvtoVAZ kreeg een licentie voor de productie van de Fiat 124, in 1967 verkozen tot Auto van het Jaar. De Fiat werd aanzienlijk aangepast voor de moeilijkere gebruiksomstandigheden (slechtere wegen, extremer klimaat) in de Sovjet-Unie. De VAZ 2101 was in 1970 het resultaat, die was voorzien van onder meer dikker staal voor het koetswerk en chassis, hogere ophanging en een nieuwe OHC-motor van NAMI. De VAZ 2101 werd door het communistische regime dan ook beschouwd als de ideale, marxistisch geïnspireerde wagen voor het proletariaat: praktisch, functioneel, betrouwbaar, maar robuust zonder de decadent geachte Westerse luxe en comfort. De 2101 werd naar West-Europa geëxporteerd onder de naam Lada 1200. In verschillende markten in het westen werd dit model in de loop der jaren ook met de 1,3 en 1,5 liter motor verkocht als Lada 1300 en Lada 1500.

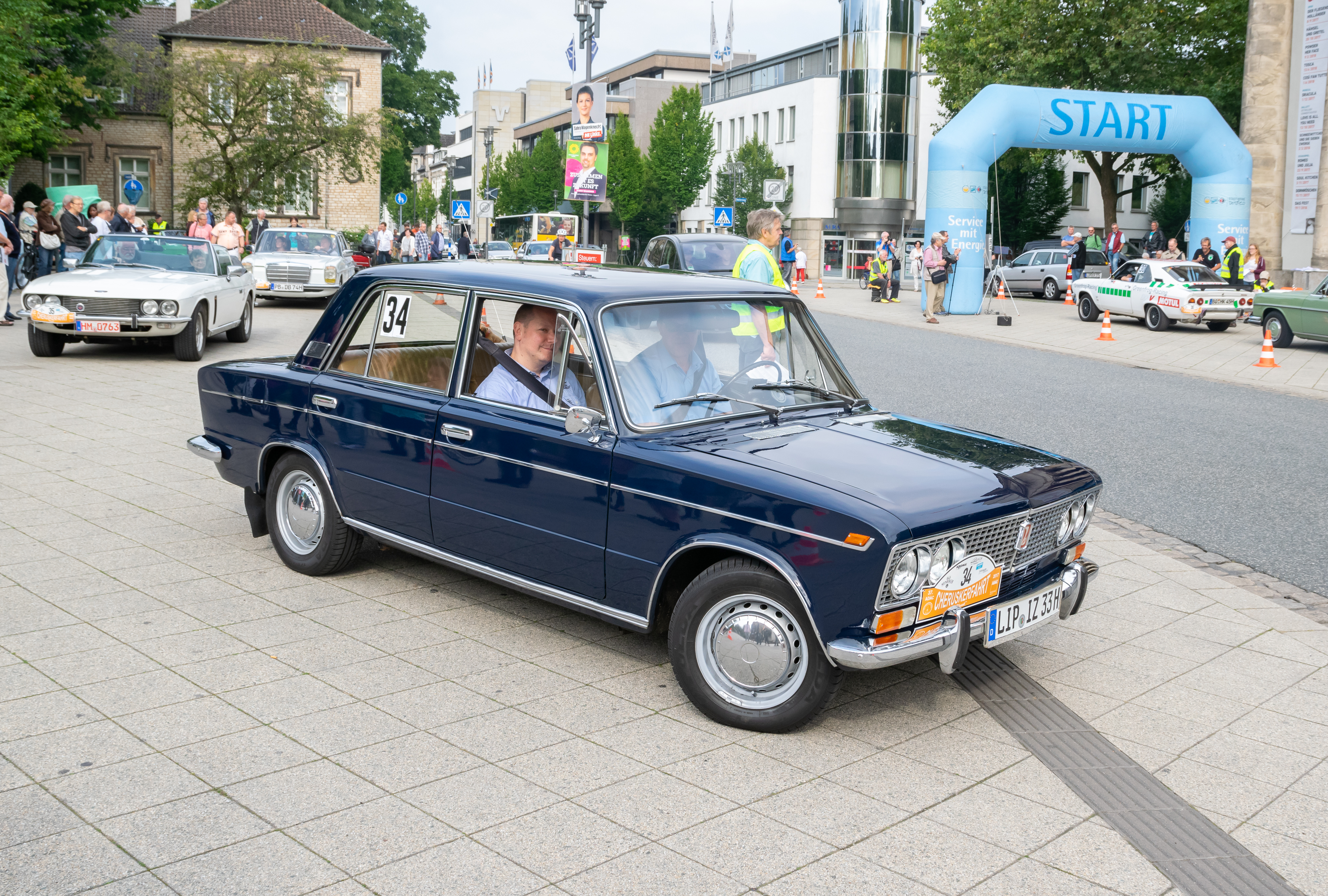
De luxe afgewerkte VAZ 2103.

In 1972 volgde de stationwagenversie van de VAZ 2101, de VAZ 2102. Deze werd ook met de verschillende motoren verkocht. Op basis van de luxere Fiat 124 Special werd in datzelfde jaar de VAZ 2103 geïntroduceerd, een vierdeurs sedan met een krachtiger motor en luxere afwerking aan de buitenkant en binnenin. Aan de buitenkant is deze duidelijk herkenbaar ten opzichte van de 2102 door de vier koplampen met een verchroomde grille en een meer gedetailleerde achterzijde met een chromen bies rondom en grotere achterlichten. De 2103 werd in West-Europa in eerste instantie als Lada 1500 verkocht, refererend aan de cilinderinhoud van de motor, later werden ook de kleinere 1,2 en 1,3 liter geleverd.

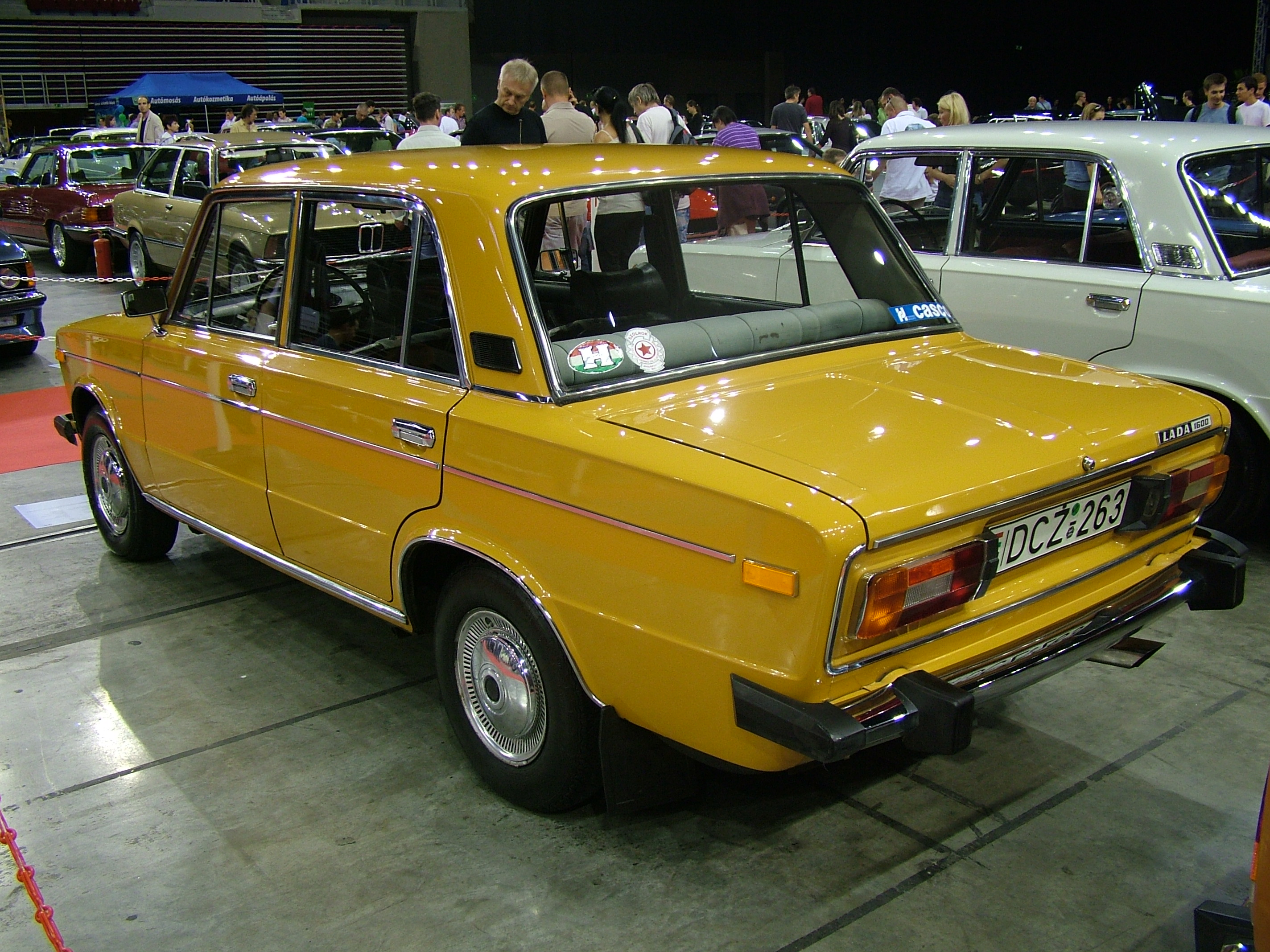
Achterkant van de VAZ 2106.

Om te besparen op de vele chromen en andere metalen onderdelen op de 2103 volgde in 1976 een evolutiemodel, de VAZ 2106 met een 1,6 liter motor. Deze werd in West-Europa dan ook als Lada 1600 verkocht en werd niet verkocht in combinatie met de andere kleinere modellen. Ook al was dit in feite een opvolger van de 2103, beide modellen werden acht jaar naast elkaar geproduceerd, met de 2106 als het topmodel. De 2106 is vooral herkenbaar aan de andere achterlichtindeling en een kleinere plastic grille waar de vier koplampen niet in verwerkt waren. De 2106 bleef dertig jaar in productie en was een van de meest verkochte Sovjet-auto's.

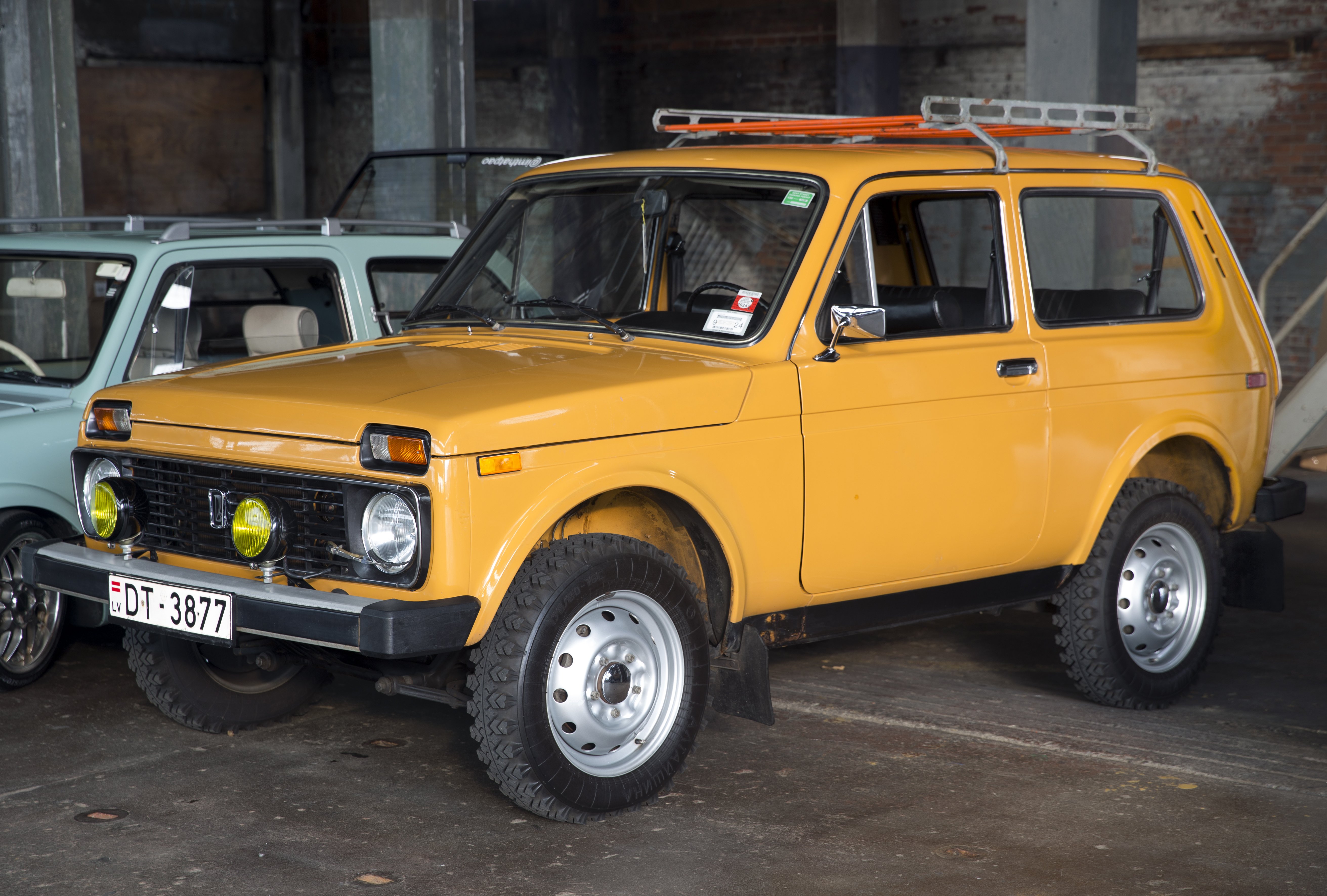
Lada Niva.

In 1977 kwam de Lada Niva op de markt, in de Sovjet-Unie VAZ 2121 geheten, een auto met vierwielaandrijving. Hoewel de uitvoering van de Niva rudimentair genoemd kan worden, oefent hij onder andere door zijn vriendelijke prijs een grote aantrekkingskracht uit op liefhebbers van terreinauto's met een beperkt budget.

### 1980 - 2000: modernisering

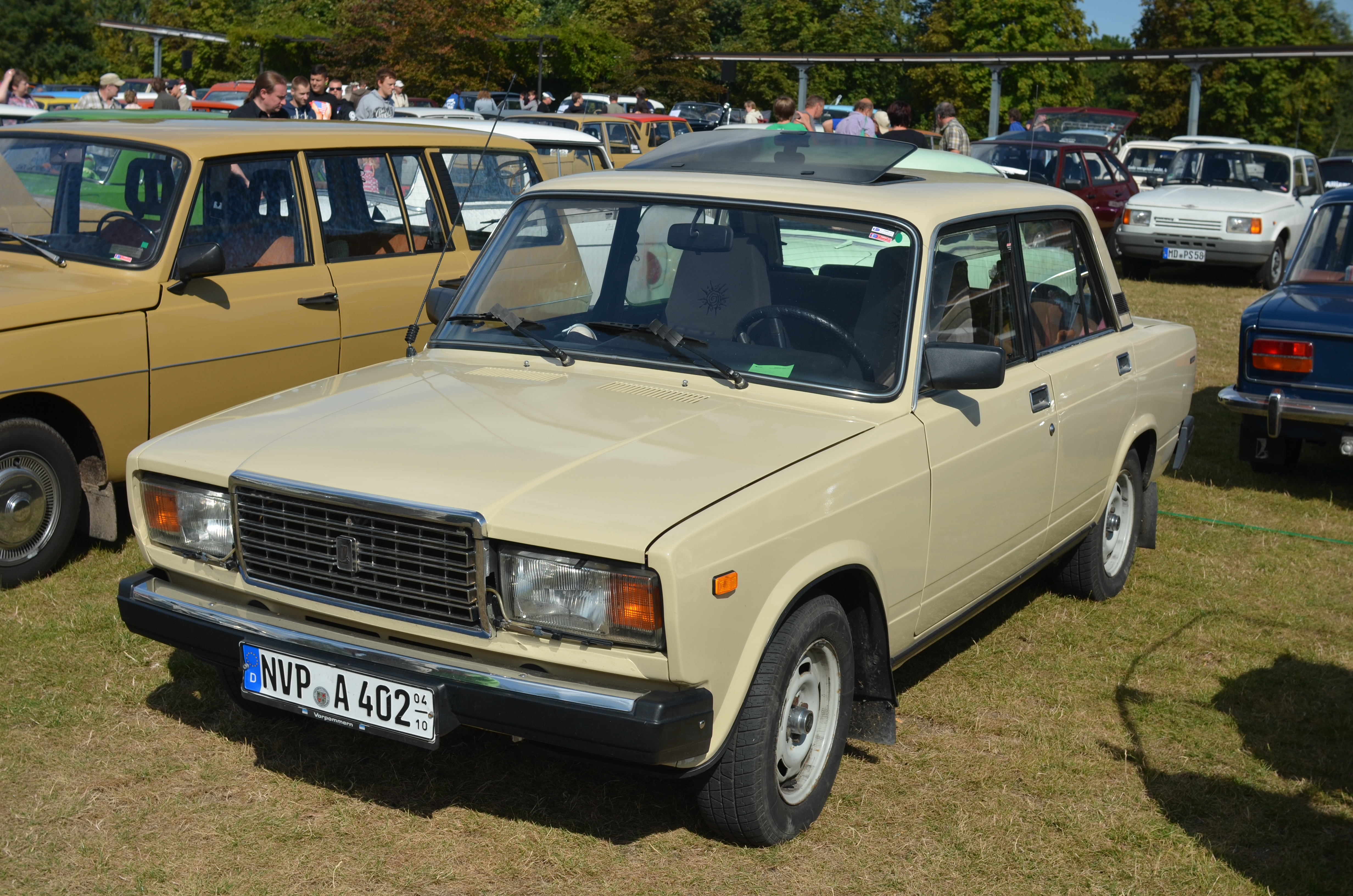
Lada 2107.

Aan het eind van de jaren 70 was er behoefte aan modernisering van de modellen. In 1980 kwam de 2105 uit, een vernieuwde versie van de originele VAZ 2101, die parallel nog tot eind jaren 80 in productie bleef. De 2105 was in de basis nog steeds de Fiat 124, maar had modernere details, zoals rechthoekige koplampen, meer zwarte in plaats van chromen detaillering, een plastic grille en andere bumpers. In 1982 volgde de luxere evenknie, de spirituele opvolger van de 2106, met een van de 2105 afwijkende hogere grille met chromen afwerking.
Weer twee jaar later volgde de 2104, stationwagenversie van de 2105 en opvolger van de 2102 station. De lange looptijd van deze modellen bezorgde Lada in het Westen in de jaren tachtig een stoffig imago. Het hoge gewicht en brandstofverbruik waren ook minpunten. Bovendien lieten het comfort en de afwerking te wensen over en was het design ouderwets.

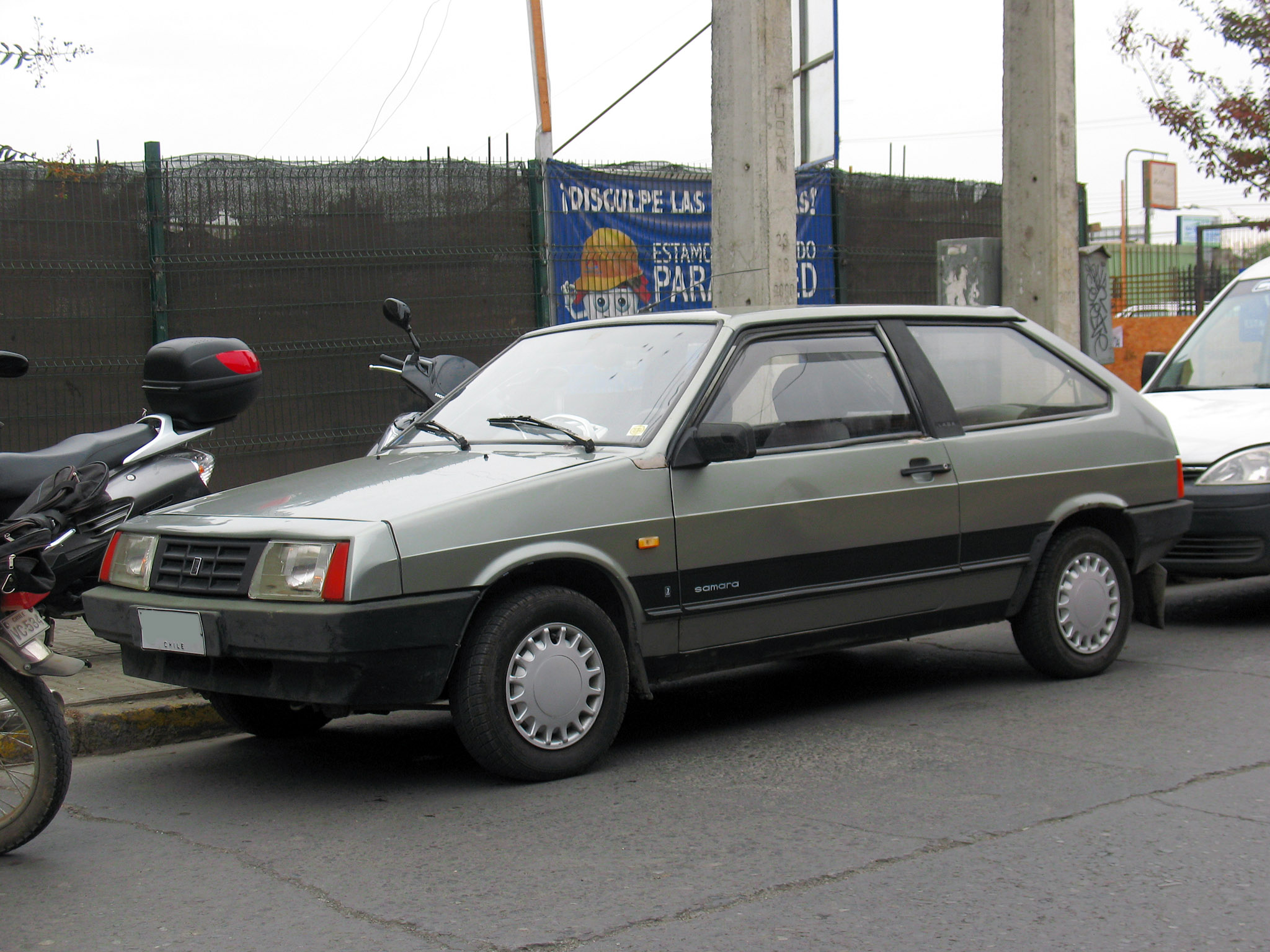
Lada Samara.

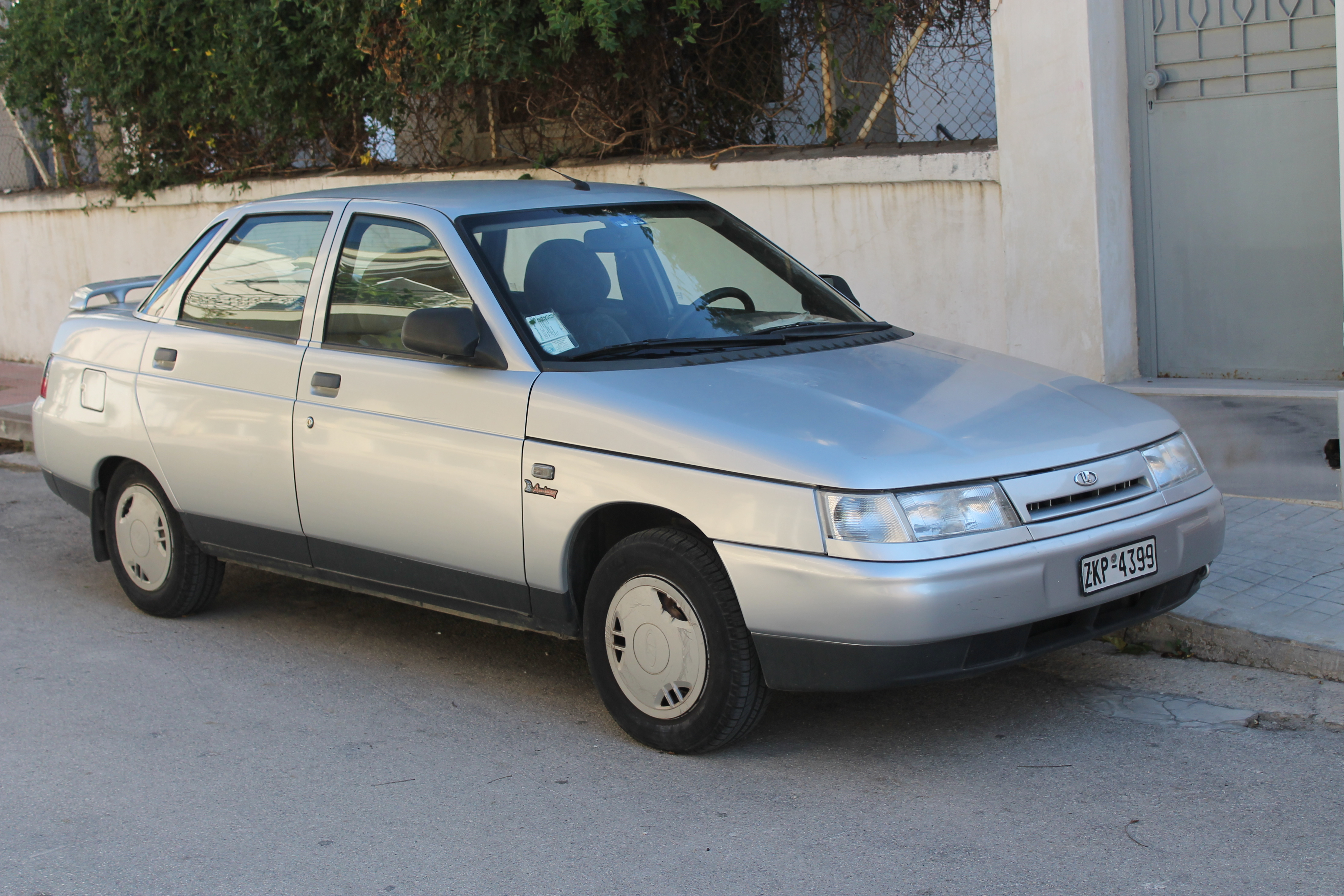
Lada 110

In 1984 introduceerde Lada een geheel eigen model, de Samara, of ook wel VAZ 2108 in de Sovjet-Unie. Dit was een voorwielaangedreven drie- en vijfdeurs hatchback in de traditie van Europese middenklassers, die toen gangbaar waren. Het was de eerste Lada die helemaal los stond van de Fiat 124 technologie. Deze modernere toevoeging kon niet voorkomen dat de verkopen terugliepen in West-Europa na het uiteenvallen van de Sovjet-Unie in 1991. De komst van nieuwe modellen als de 110 (VAZ 2110) in 1995 en de Kalina in 2005 brachten geen verbetering in de teruglopende interesse in het Westen.

### Vanaf 2000: buitenlandse partners

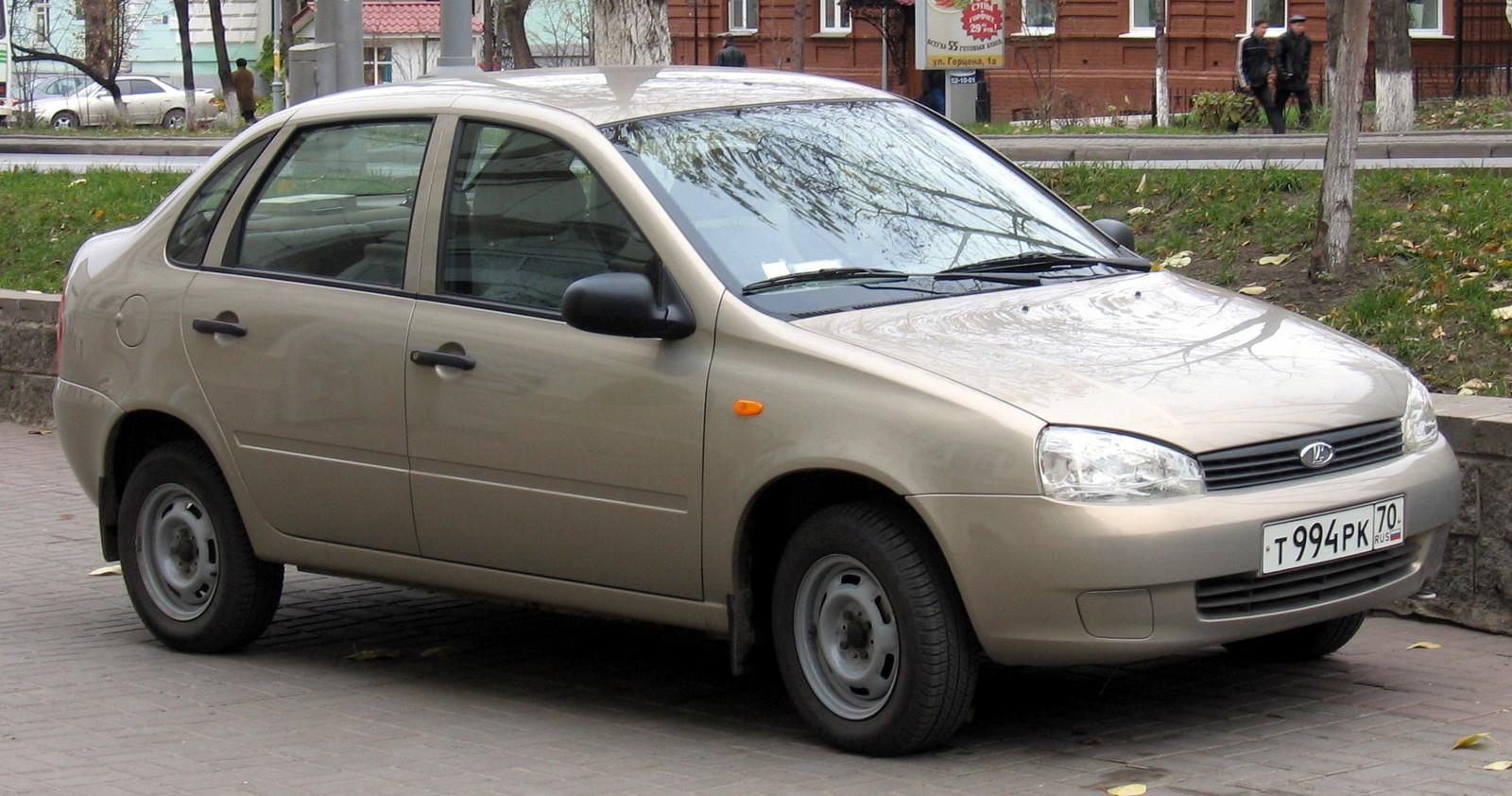
Lada Kalina uit 2005.

AvtoVAZ ging in 2002 in zee met de Amerikaanse autoproducent General Motors (GM). Een joint venture, GM-AvtoVAZ, produceert sindsdien de Chevrolet Niva, de exportplannen voor deze auto zijn echter afgeblazen. AvtoVAZ raakte hiermee echter wel de naam Niva kwijt en de klassieke Niva heet sindsdien 4×4 of Taiga. Buiten deze joint venture is er geen samenwerking tussen GM en AvtoVAZ.

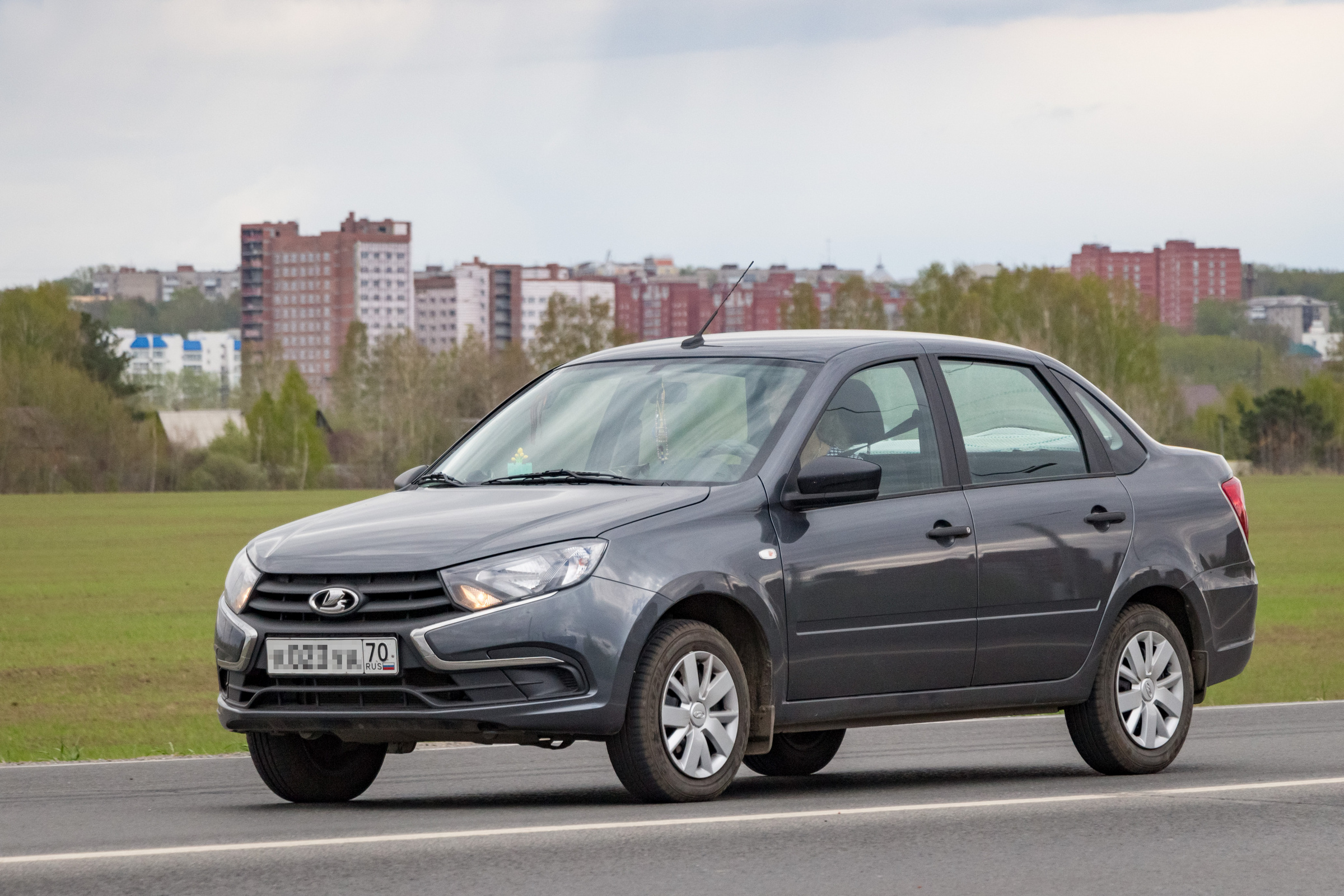
Lada Granta (2018).

Sinds 2014 was Renault-Nissan meerderheidsaandeelhouder van AvtoVAZ en zijn de oude modellen uit productie genomen. Een aantal nieuwe modellen kwam ervoor in de plaats, zoals de Largus en de Granta. De Largus is een omgedoopte Dacia Logan van de eerste generatie en de Granta is een doorontwikkeling van de Kalina in sedan- en liftbackversie. Ook liepen er in de AvtoVAZ-fabrieken (naast Toljatti onder andere ook in Izjevsk) diverse auto's met de Renault- en Nissanlabels van de band, zoals de Renault Logan en op de Kalina gebaseerde modellen met de merknaam Datsun.
De 4×4 heeft in 2014 voor de tweede keer in zijn 37-jarige bestaan een update van het uiterlijk ondergaan, met onder meer kunststof bumpers, dakrails, airco en lichtmetalen velgen. Deze "upmarket" versie heet Urban, de oorspronkelijke 4×4 blijft daarnaast gewoon leverbaar. AvtoVAZ werkte aan een terugkeer op de markt in een aantal landen van de Europese Unie, waaronder Nederland en België. In 2019 werd deze poging echter afgeblazen omdat de auto’s niet voldoen aan de Europese emissienormen.
Sinds de opname in de alliantie Renault-Nissan werd AvtoVAZ efficiënter georganiseerd en er werd fors bezuinigd. Lada voegde in korte tijd een aantal nieuwe modellen aan zijn programma toe; de XRAY maar ook de Vesta en Vesta Cross. Deze auto's breken met alle voorgaande ontwerpen van Lada, duidelijk is de invloed van Renault-Nissan te zien. Deze ontwikkelingen waren er samen met het aantrekken van de Russische automarkt voor verantwoordelijk dat het bij Lada beter ging dan in de jaren voor de opname in de alliantie.
In mei 2022, enkele maanden na de Russische invasie van Oekraïne in 2022, verkocht Renault alle aandelen aan NAMI, een onderzoeksinstituut in handen van de Russische staat. Renault heeft wel een optie om de aandelen AvtoVAZ binnen zes jaar terug te kopen. Door sancties was de Lada-productie vanaf maart 2022 tot stilstand gekomen maar in juni 2022 werd een 'nieuwe' uitvoering van de Granta gepresenteerd; de Classic die  vanwege het ontbreken van de benodigde onderdelen geen airconditioning, antiblokkeersysteem, airbags, gordelspanners en startonderbreker had. Vanaf modeljaar 2023 heeft elke Granta voorin wel weer twee airbags en werden ook nieuwe Club- en Quest-uitvoeringen leverbaar.

## In Nederland
In 1971 begon de Russische onderneming V/O Avtoexport met de export van de Lada 1200, importeur voor Nederland werd Gremi in Groningen dat het merk Lada in Nederland populair maakte. Het jaar 1986 zou het topjaar van Gremi en Lada in Nederland worden: er werden toen bijna 13.000 Lada’s geregistreerd. In 1991 verkocht Gremi nog ongeveer 3000 Lada’s maar na het uiteenvallen van de Sovjet-Unie werden de leveringen onregelmatiger. De fabriek stelde de nieuwe 110 voor maar had nog niet de middelen om tot productie over te gaan. Een tussenoplossing was de Samara Baltic maar deze bij Valmet in Finland geassembleerde Samara was eigenlijk te duur. De noodzaak om met nieuwe modellen te komen groeide elk jaar en de verkoopcijfers daalden drastisch. Intussen was in 1990 het aandelenpakket van Gremi verkocht aan A.R.M., onderdeel van een investeringsmaatschappij die in 1994 Gremi weer overdeed aan Euro Lada GmbH in Hamburg. In 1995 werden nog slechts 1047 nieuwe Lada’s geregistreerd. Nadat er in 1998 en 1999 geen nieuwe Lada’s meer werden geleverd, werd in 1998 nog wel de oude voorraad uitverkocht. Wanneer Euro Lada in 1999 failliet gaat valt ook het doek voor Gremi.
Voormalig Gremi-medewerker Roelof Noordman zette de importactiviteiten voort onder de naam Lada Holland, tot 2013 officieel importeur van Lada in Nederland. Maar het bedrijf verkocht sinds 2011 alleen nog Lada-onderdelen, er werden al jaren geen auto’s meer besteld uit Rusland. Door de gewijzigde belastingwetgeving, waardoor de nieuwprijs voor een deel wordt bepaald door de CO2-uitstoot, werden de Lada's onverkoopbaar in Nederland. Het laatste model wat naar Nederland werd gehaald was in 2009 de Priora, waarvan maar 6 stuks van verkocht zijn.
In februari 2016 kondigde autobedrijf Snippe uit Nieuwlande aan het merk Lada eigenhandig terug naar Nederland te gaan halen en organiseerde twee introductiedagen waar de Kalina Cross, de Granta en de 4×4 Urban te bekijken zouden zijn. Later ook de Vesta. Deze grijze importplannen vielen verkeerd bij de exportdirecteur bij AvtoVAZ, wat op dat moment voor Lada een nieuw Europees netwerk bezig was op te zetten. AvtoVAZ kondigde juridische stappen aan waarna autobedrijf Snippe de introductiedagen afgelastte. Toch heeft Snippe ook een aantal auto's kunnen verkopen. 

## Modeloverzicht
| Type                  | 1970              | 1970              | 1970              | 1970              | 1970              | 1970              | 1970              | 1970                     | 1970                     | 1970                     | 1980                     | 1980                     | 1980                     | 1980                     | 1980                     | 1980                     | 1980                     | 1980                     | 1980                     | 1980                     | 1990                     | 1990                     | 1990                     | 1990                     | 1990                     | 1990                     | 1990                     | 1990                     | 1990                     | 1990                     | 2000                     | 2000                     | 2000                     | 2000                     | 2000                     | 2000                     | 2000                     | 2000                     | 2000                     | 2000                     | 2010                     | 2010                     | 2010                     | 2010                     | 2010                     | 2010                     | 2010                     | 2010                     | 2010                     | 2010                     | 2020                     | 2020                     | 2020                     | 2020                     |
| Type                  | 0                 | 1                 | 2                 | 3                 | 4                 | 5                 | 6                 | 7                        | 8                        | 9                        | 0                        | 1                        | 2                        | 3                        | 4                        | 5                        | 6                        | 7                        | 8                        | 9                        | 0                        | 1                        | 2                        | 3                        | 4                        | 5                        | 6                        | 7                        | 8                        | 9                        | 0                        | 1                        | 2                        | 3                        | 4                        | 5                        | 6                        | 7                        | 8                        | 9                        | 0                        | 1                        | 2                        | 3                        | 4                        | 5                        | 6                        | 7                        | 8                        | 9                        | 0                        | 1                        | 2                        | 3                        |
| Miniklasse            |                   |                   |                   |                   |                   |                   |                   |                          |                          |                          |                          |                          |                          |                          |                          |                          |                          |                          | Oka                      | Oka                      | Oka                      | Oka                      | Oka                      | Oka                      | Oka                      | Oka                      | Oka                      | Oka                      | Oka                      | Oka                      | Oka                      | Oka                      | Oka                      | Oka                      | Oka                      | Oka                      | Oka                      | Oka                      | Oka                      | Oka                      |                          |                          |                          |                          |                          |                          |                          |                          |                          |                          |                          |                          |                          |                          |
| Compacte klasse       |                   |                   |                   |                   |                   |                   |                   |                          |                          |                          |                          |                          |                          |                          |                          |                          |                          |                          |                          |                          |                          |                          |                          |                          |                          |                          |                          |                          |                          |                          |                          |                          |                          |                          |                          |                          | Kalina                   | Kalina                   | Kalina                   | Kalina                   | Kalina                   | Kalina                   | Kalina                   | Kalina                   | Kalina                   | Kalina                   | Kalina                   | Kalina                   | Kalina                   |                          |                          |                          |                          |                          |
| Compacte klasse       |                   |                   |                   |                   |                   |                   |                   |                          |                          |                          |                          |                          |                          |                          |                          |                          |                          |                          |                          |                          |                          |                          |                          |                          |                          |                          |                          |                          |                          |                          |                          |                          |                          |                          |                          |                          |                          |                          |                          |                          | Granta                   |                          |                          |                          |                          |                          |                          |                          |                          |                          |                          |                          |                          |                          |
| Compacte middenklasse |                   |                   |                   |                   |                   |                   |                   |                          |                          |                          |                          |                          |                          |                          |                          | Samara / Spoetnik        | Samara / Spoetnik        | Samara / Spoetnik        | Samara / Spoetnik        | Samara / Spoetnik        | Samara / Spoetnik        | Samara / Spoetnik        | Samara                   |                          |                          |                          |                          |                          |                          |                          |                          |                          |                          |                          |                          |                          |                          |                          |                          |                          |                          |                          |                          |                          |                          |                          |                          |                          |                          |                          |                          |                          |                          |                          |
| Middenklasse          | 1200 / 1200 Combi | 1200 / 1200 Combi | 1200 / 1200 Combi | 1200 / 1200 Combi | 1200 / 1200 Combi | 1200 / 1200 Combi | 1200 / 1200 Combi | 1200 / 1200 Combi        | 1200 / 1200 Combi        | 1200 / 1200 Combi        | 1200 / 1200 Combi        | 1200 / 1200 Combi        | 1200 / 1200 Combi        | 1200 Combi               | 1200 Combi               | 1200 Combi               | 1200 Combi               |                          |                          |                          |                          |                          |                          |                          |                          |                          |                          |                          |                          |                          |                          |                          |                          |                          |                          |                          |                          |                          |                          |                          |                          |                          |                          |                          |                          |                          |                          |                          |                          |                          |                          |                          |                          |                          |
| Middenklasse          |                   |                   |                   | 1300              |                   |                   |                   |                          |                          |                          |                          |                          |                          |                          |                          |                          |                          |                          |                          |                          |                          |                          |                          |                          |                          |                          |                          |                          |                          |                          |                          |                          |                          |                          |                          |                          |                          |                          |                          |                          |                          |                          |                          |                          |                          |                          |                          |                          |                          |                          |                          |                          |                          |                          |
| Middenklasse          |                   | 1500              |                   |                   |                   |                   |                   |                          |                          |                          |                          |                          |                          |                          |                          |                          |                          |                          |                          |                          |                          |                          |                          |                          |                          |                          |                          |                          |                          |                          |                          |                          |                          |                          |                          |                          |                          |                          |                          |                          |                          |                          |                          |                          |                          |                          |                          |                          |                          |                          |                          |                          |                          |                          |
| Middenklasse          | 1600              |                   |                   |                   |                   |                   |                   |                          |                          |                          |                          |                          |                          |                          |                          |                          |                          |                          |                          |                          |                          |                          |                          |                          |                          |                          |                          |                          |                          |                          |                          |                          |                          |                          |                          |                          |                          |                          |                          |                          |                          |                          |                          |                          |                          |                          |                          |                          |                          |                          |                          |                          |                          |                          |
| Middenklasse          |                   |                   |                   |                   |                   |                   |                   |                          |                          |                          | Nova / Riva / Signet     | Nova / Riva / Signet     | Nova / Riva / Signet     | Nova / Riva / Signet     | Nova / Riva / Signet     | Nova / Riva / Signet     | Nova / Riva / Signet     | Nova / Riva / Signet     | Nova / Riva / Signet     | Nova / Riva / Signet     | Nova / Riva / Signet     | Nova / Riva / Signet     | Nova / Riva / Signet     | Nova / Riva / Signet     | Nova / Riva / Signet     | Nova / Riva / Signet     | Nova / Riva / Signet     | Nova / Riva / Signet     | Nova / Riva / Signet     | Nova / Riva / Signet     | Nova / Riva / Signet     | Nova / Riva / Signet     | Nova / Riva / Signet     | Nova / Riva / Signet     | Nova / Riva / Signet     | Nova / Riva / Signet     | Nova / Riva / Signet     | Nova / Riva / Signet     | Nova / Riva / Signet     | Nova / Riva / Signet     | Nova / Riva / Signet     | Nova / Riva / Signet     | Largus                   | Largus                   | Largus                   | Largus                   | Largus                   | Largus                   | Largus                   | Largus                   | Largus                   | Largus                   | Largus                   | Largus                   |
| Middenklasse          |                   |                   |                   |                   |                   |                   |                   |                          |                          |                          |                          |                          |                          |                          |                          |                          |                          |                          |                          |                          |                          |                          |                          |                          |                          | 110 / 111 / 112          |                          |                          |                          |                          |                          |                          |                          |                          |                          |                          |                          |                          |                          |                          |                          |                          |                          |                          |                          |                          |                          |                          |                          |                          |                          |                          |                          |                          |
| Middenklasse          |                   |                   |                   |                   |                   |                   |                   |                          |                          |                          |                          |                          |                          |                          |                          |                          |                          |                          |                          |                          |                          |                          |                          |                          |                          |                          |                          |                          |                          |                          |                          |                          |                          |                          |                          |                          |                          | Priora                   | Priora                   | Priora                   | Priora                   | Priora                   | Priora                   | Priora                   | Priora                   | Vesta                    | Vesta                    | Vesta                    | Vesta                    | Vesta                    | Vesta                    | Vesta                    | Vesta                    | Vesta                    |
| MPV                   |                   |                   |                   |                   |                   |                   |                   |                          |                          |                          |                          |                          |                          |                          |                          |                          |                          |                          |                          |                          |                          |                          |                          |                          |                          |                          |                          |                          | Nadezjda                 | Nadezjda                 | Nadezjda                 | Nadezjda                 | Nadezjda                 | Nadezjda                 | Nadezjda                 | Nadezjda                 | Nadezjda                 |                          |                          |                          |                          |                          |                          |                          |                          |                          |                          |                          |                          |                          |                          |                          |                          |                          |
| Compacte SUV          |                   |                   |                   |                   |                   |                   |                   |                          |                          |                          |                          |                          |                          |                          |                          |                          |                          |                          |                          |                          |                          |                          |                          |                          |                          |                          |                          |                          |                          |                          |                          |                          |                          |                          |                          |                          |                          |                          |                          |                          |                          |                          |                          |                          |                          |                          |                          |                          |                          |                          | Niva Travel              | Niva Travel              | Niva Travel              | Niva Travel              |
| SUV                   |                   |                   |                   |                   |                   |                   |                   | Niva / 4x4 / Niva Legend | Niva / 4x4 / Niva Legend | Niva / 4x4 / Niva Legend | Niva / 4x4 / Niva Legend | Niva / 4x4 / Niva Legend | Niva / 4x4 / Niva Legend | Niva / 4x4 / Niva Legend | Niva / 4x4 / Niva Legend | Niva / 4x4 / Niva Legend | Niva / 4x4 / Niva Legend | Niva / 4x4 / Niva Legend | Niva / 4x4 / Niva Legend | Niva / 4x4 / Niva Legend | Niva / 4x4 / Niva Legend | Niva / 4x4 / Niva Legend | Niva / 4x4 / Niva Legend | Niva / 4x4 / Niva Legend | Niva / 4x4 / Niva Legend | Niva / 4x4 / Niva Legend | Niva / 4x4 / Niva Legend | Niva / 4x4 / Niva Legend | Niva / 4x4 / Niva Legend | Niva / 4x4 / Niva Legend | Niva / 4x4 / Niva Legend | Niva / 4x4 / Niva Legend | Niva / 4x4 / Niva Legend | Niva / 4x4 / Niva Legend | Niva / 4x4 / Niva Legend | Niva / 4x4 / Niva Legend | Niva / 4x4 / Niva Legend | Niva / 4x4 / Niva Legend | Niva / 4x4 / Niva Legend | Niva / 4x4 / Niva Legend | Niva / 4x4 / Niva Legend | Niva / 4x4 / Niva Legend | Niva / 4x4 / Niva Legend | Niva / 4x4 / Niva Legend | Niva / 4x4 / Niva Legend | Niva / 4x4 / Niva Legend | Niva / 4x4 / Niva Legend | Niva / 4x4 / Niva Legend | Niva / 4x4 / Niva Legend | Niva / 4x4 / Niva Legend | Niva / 4x4 / Niva Legend | Niva / 4x4 / Niva Legend | Niva / 4x4 / Niva Legend | Niva / 4x4 / Niva Legend |
| CUV                   |                   |                   |                   |                   |                   |                   |                   |                          |                          |                          |                          |                          |                          |                          |                          |                          |                          |                          |                          |                          |                          |                          |                          |                          |                          |                          |                          |                          |                          |                          |                          |                          |                          |                          |                          |                          |                          |                          |                          |                          |                          |                          |                          |                          |                          | XRAY                     | XRAY                     | XRAY                     | XRAY                     | XRAY                     | XRAY                     | XRAY                     | XRAY                     |                          |
| Eigenaar              | AvtoVAZ           | AvtoVAZ           | AvtoVAZ           | AvtoVAZ           | AvtoVAZ           | AvtoVAZ           | AvtoVAZ           | AvtoVAZ                  | AvtoVAZ                  | AvtoVAZ                  | AvtoVAZ                  | AvtoVAZ                  | AvtoVAZ                  | AvtoVAZ                  | AvtoVAZ                  | AvtoVAZ                  | AvtoVAZ                  | AvtoVAZ                  | AvtoVAZ                  | AvtoVAZ                  | AvtoVAZ                  | AvtoVAZ                  | AvtoVAZ                  | AvtoVAZ                  | AvtoVAZ                  | AvtoVAZ                  | AvtoVAZ                  | AvtoVAZ                  | AvtoVAZ                  | AvtoVAZ                  | AvtoVAZ                  | AvtoVAZ                  | AvtoVAZ                  | AvtoVAZ                  | AvtoVAZ                  | AvtoVAZ                  | AvtoVAZ                  | AvtoVAZ                  | AvtoVAZ                  | AvtoVAZ                  | AvtoVAZ                  | AvtoVAZ                  | AvtoVAZ                  | AvtoVAZ                  | Renault-Nissan           | Renault-Nissan           | Renault-Nissan           | Renault-Nissan           | Renault-Nissan           | Renault-Nissan           | Renault-Nissan           | Renault-Nissan           | Renault-Nissan           | Renault-Nissan           |